# Eugenia arayan
Eugenia arayan là một loài thực vật có hoa trong Họ Đào kim nương. Loài này được Seem. mô tả khoa học đầu tiên năm 1854.